# 기범선

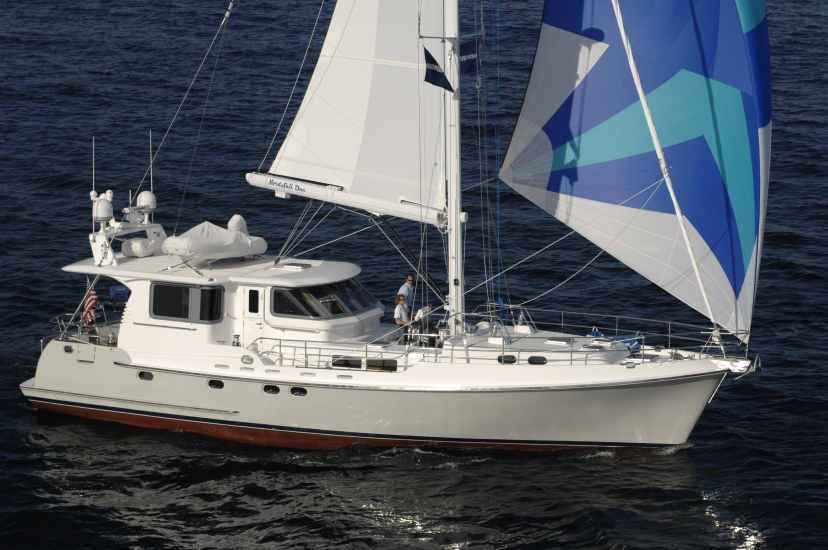

기범선은 범선이면서 동력이 있는 배이다. 증기선 시절에 범선과 기선을 절충하기 위해 개발됐다.
기범선은 보통의 바다나 바람이 부는 동안 서로 독립적으로 돛이나 엔진에서 동력을 얻을 수 있는 모터 구동 범선의 일종으로, 일반적으로 요트이다. 기범선은 30/70에서 70/30 범위의 돛 대 엔진 출력 비율(퍼센트 돛 출력/퍼센트 엔진 출력)을 가질 수 있다.
기범선은 모터선이 개발되기 전에는 매우 많이 사용되었다. 증기선과 범선의 특징을 모두 갖고 있기 때문에 바람이 없을 때는 증기선처럼 석탄을 때어 이동하였으며 순풍이 불 때에는 범선처럼 돛을 이용해 움직였다.

## 같이 보기
- 모터보트
- 세일링 요트